# 100 італійських фільмів, які потрібно зберегти

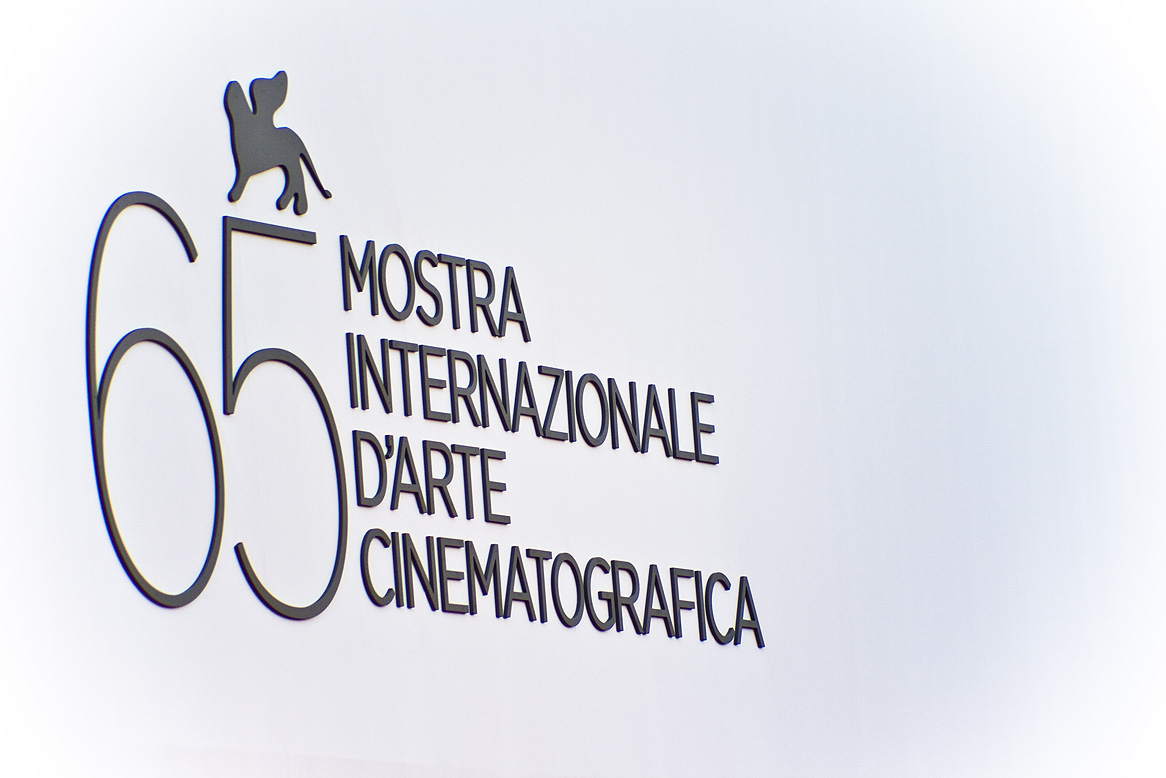
Емблема 65-го Венеційського кінофестивалю (2008)

«100 італійських фільмів, які потрібно зберегти» (італ. «100 film italiani da salvare») — це список складений з кінострічок, що увійшли до колективної пам'яті Італії між 1942—1978 роками. Проєкт був створений під час 65-му Венеційського кінофестивалю (2008), у співпраці з Чінечітта та за підтримки Міністерства культури Італії.
У складанні списку взяли участь: режисер Джанні Амеліо, історик і кінокритик Джан П'єро Брунетта, автор радіо- і телевізійних передач Джованні де Луна, Джанлюка Фарінеллі, Фабіо Ферзетті, Джованна Ґріньяфіні, кінокритик і журналіст Паоло Мерегетті, актор і кінокритик Морандо Морандіні, італійський письменник і сценарист Доменіко Старноне, Серджіо Тофетті.

## Фільми
У хронологічному порядку:

### 1—20
1. 1942 «Чотири кроки в хмарах» (Quattro passi fra le nuvole) — Алессандро Блазетті
2. 1943 «Одержимість» (Ossessione) — Лукіно Вісконті
3. 1943 «Рим, відкрите місто» (Roma città aperta) — Роберто Росселліні
4. 1946 «Пайза» (Paisà) — Роберто Росселліні
5. 1946 «Шуша» (Sciuscià) — Вітторіо Де Сіка
6. 1947 «Депутатка Анджеліна» (L'onorevole Angelina) — Луїджі Дзампа
7. 1948 «Викрадачі велосипедів» (Ladri di biciclette) — Вітторіо Де Сіка
8. 1948 «Земля здригається» (La terra trema) — Лукіно Вісконті
9. 1949 «Гіркий рис» (Riso amaro) — Джузеппе Де Сантіс
10. 1949 «Хворе місто» (La città dolente) — Маріо Боннард
11. 1949 «Небо над болотами» (Cielo sulla palude) — Аугусто Дженіна
12. 1949 «Стромболі, земля Божа» (Stromboli, terra di Dio) — Роберто Росселліні
13. 1949 «Ланцюги» (Catene) — Раффаелле Матараццо
14. 1950 «Шлях надії» (Il cammino della speranza) — П'єтро Джермі
15. 1950 «У неділю в серпні» (Domenica d'agosto) — Лучано Еммер
16. 1950 «Хроніка одного кохання» (Cronaca di un amore) — Мікеланджело Антоніоні
17. 1950 «Вогні вар'єте» (Luci del Varietà) — Федеріко Фелліні (спільно з Альберто Латтуада)
18. 1950 «Перше причастя» (Prima comunione) — Алессандро Блазетті
19. 1951 «Найкрасивіша» (Bellissima) — Лукіно Вісконті
20. 1951 «Поліцейські та злодії» (Guardie e ladri) — Стено і Маріо Монічеллі

### 21—40
1. 1951 «Диво в Мілані» (Miracolo a Milano) — Вітторіо Де Сіка
2. 1951 «Сім'я Пасагвай» Passaguai(La famiglia Passaguai) — Альдо Фабріці
3. 1952 «Два гроші надії» (Due soldi di speranza) — Ренато Кастеллані
4. 1952 «Умберто Д.» (Umberto D.) — Вітторіо Де Сіка
5. 1952 «Європа '51» (Europa '51) — Роберто Росселліні
6. 1952 «Білий шейх» (Lo sceicco bianco) — Федеріко Фелліні
7. 1952 «Кольоровий Тото» (Totò a colori) — Стено
8. 1952 «Дон Камілло» (Don Camillo) — Жульєн Дювів'є
9. 1953 «Хліб, любов і фантазія» (Pane, amore e fantasia) — Луїджі Коменчіні
10. 1953 «Мамині синочки» (I vitelloni) — Федеріко Фелліні
11. 1953 «Неаполітанці в Мілані» (Napoletani a Milano) — Едуардо Де Філіппо
12. 1953 «Лихоманка життя» (Febbre di vivere) — Клаудіо Гора
13. 1953 «Провінціалка» (La provinciale) — Маріо Сольдаті
14. 1953 «Порожні очі» (Il sole negli occhi) — Антоніо П'єтранджелі
15. 1954 «Неаполітанська карусель» (Carosello napoletano) — Етторе Джанніні
16. 1954 «Пляж» (La spiaggia) — Альберто Латтуада
17. 1954 «Золото Неаполя» (L'oro di Napoli) — Вітторіо Де Сіка
18. 1954 «Американець у Римі» (Un americano a Roma) — Стено
19. 1954 «Мистецтво стає» (L'arte di arrangiarsi) — Луїджі Дзампа
20. 1954 «Почуття» (Senso) — Лукіно Вісконті

### 41—60
1. 1954 «Дорога» (La strada) — Федеріко Фелліні
2. 1954 «Вільна жінка» (Una donna libera) — Вітторіо Коттафаві
3. 1955 «Покинуті» (Gli sbandati) — Франческо Маселлі
4. 1955 «Герой нашого часу» (Un eroe dei nostri tempi) — Маріо Монічеллі
5. 1956 «Бідні, але гарні» (Poveri ma belli) — Діно Різі
6. 1957 «Крик» (Il grido) — Мікеланджело Антоніоні
7. 1957 «Ночі Кабірії» (Le notti di Cabiria) — Федеріко Фелліні
8. 1958 «Зловмисники, як завжди, залишилися невідомими» (I soliti ignoti) — Маріо Монічеллі
9. 1959 «Такі як ми є» (Arrangiatevi) — Мауро Болоньїні
10. 1959 «Велика війна» (La grande guerra) — Маріо Монічеллі
11. 1959 «Шахраї» (I magliari) — Франческо Розі
12. 1960 «Всі по домівках» (Tutti a casa) — Луїджі Коменчіні
13. 1960 «Солодке життя» (La dolce vita) — Федеріко Фелліні
14. 1960 «Рокко та його брати» (Rocco e i suoi fratelli) — Лукіно Вісконті
15. 1960 «Дівчина з валізою» (La ragazza con la valigia) — Валеріо Дзурліні
16. 1960 «Довга ніч сорок третього» (La lunga notte del '43) — Флорестано Ванчіні
17. 1960 «Красунчик Антоніо» (Il bell'Antonio) — Мауро Болоньїні
18. 1961 «Важке життя» (Una vita difficile) — Діно Різі
19. 1961 «Розлучення по-італійськи» (Divorzio all'italiana) — П'єтро Джермі
20. 1961 «Вакантне місце» (Il posto) — Ерманно Ольмі

### 61—80
1. 1961 «Аккатоне» (Accattone) — П'єр Паоло Пазоліні
2. 1961 «Леви на сонці» (Leoni al sole) — Вітторіо Капріолі
3. 1962 «Обгін» (Il sorpasso) — Діно Різі
4. 1962 «Сальваторе Джуліано» (Salvatore Giuliano) — Франческо Розі
5. 1962 «Затемнення» (L'eclisse) — Мікеланджело Антоніоні
6. 1962 «Мафіозо» (Mafioso) — Альберто Латтуада
7. 1963 «Чудовиська» (I mostri) — Діно Різі
8. 1963 «Руки над містом» (Le mani sulla città) — Франческо Розі
9. 1963 «Вісім з половиною» (Otto e mezzo) — Федеріко Фелліні
10. 1963 «Леопард» (Il Gattopardo) — Лукіно Вісконті
11. 1963 «Жінка-мавпа» (La donna scimmia) — Марко Феррері
12. 1963 «Хто працює, той пропащий» (Chi lavora è perduto (In capo al mondo)) — Тінто Брас
13. 1964 «Гірке життя» (La vita agra) — Карло Ліццані
14. 1965 «Кулаки в кишені» (I pugni in tasca) — Марко Белокйо
15. 1965 «Я її добре знав» (Io la conoscevo bene) — Антоніо П'єтранджелі
16. 1965 «Мітинги любові» (Comizi d'amore) — П'єр Паоло Пазоліні
17. 1966 «Пані та панове» (Signore & signori) — П'єтро Джермі
18. 1966 «Птахи великі і малі» (Uccellacci e uccellini) — П'єр Паоло Пазоліні
19. 1966 «Битва за Алжир» (La battaglia di Algeri) — Джилло Понтекорво
20. 1967 «Китай поруч» (La Cina è vicina) — Марко Беллоккьо

### 81—100
1. 1968 «Бандити в Мілані» (Banditi a Milano) — Карло Лідзані
2. 1968 «Лікар страхової каси» (Il medico della mutua) — Луїджі Дзампа
3. 1969 «Диллінджер мертвий» (Dillinger è morto) — Марко Феррері
4. 1970 «Слідство у справі громадянина поза всякими підозрами» (Indagine su un cittadino al di sopra di ogni sospetto) — Еліо Петрі
5. 1970 «Конформіст» (Il conformista) — Бернардо Бертолуччі
6. 1971 «Аудієнція» (L'udienza) — Марко Феррері
7. 1972 «Щоденник майстра»[it] (Diario di un maestro) — Вітторіо де Сета[it]
8. 1972 «Справа Маттеї» (Il caso Mattei) — Франческо Розі
9. 1972 «Скопоне, наукова картярська гра» (Lo scopone scientifico) — Луїджі Коменчіні
10. 1972 «В ім'я Отця» (Nel nome del padre) — Марко Беллоккьо
11. 1973 «Амаркорд» (Amarcord) — Федеріко Фелліні
12. 1974 «Ми так любили одне одного» (C'eravamo tanto amati) — Франко Брузаті[it]
13. 1975 «Фантоцці» (Fantozzi) — Лучано Сальче
14. 1976 «Двадцяте століття» (Novecento) — Бернардо Бертолуччі
15. 1976 «Ясновельможні трупи» (Cadaveri eccellenti) — Франческо Розі
16. 1977 «Незвичайний день» (Una giornata particolare) — Етторе Скола
17. 1977 «Дуже дрібний буржуа» (Un borghese piccolo piccolo) — Маріо Монічеллі
18. 1977 «Батько-хазяїн» (Padre padrone) — Вітторіо Тавіані
19. 1978 «Дерево для черевиків» (L'albero degli zoccoli) — Ерманно Ольмі